# Chía (mitología)

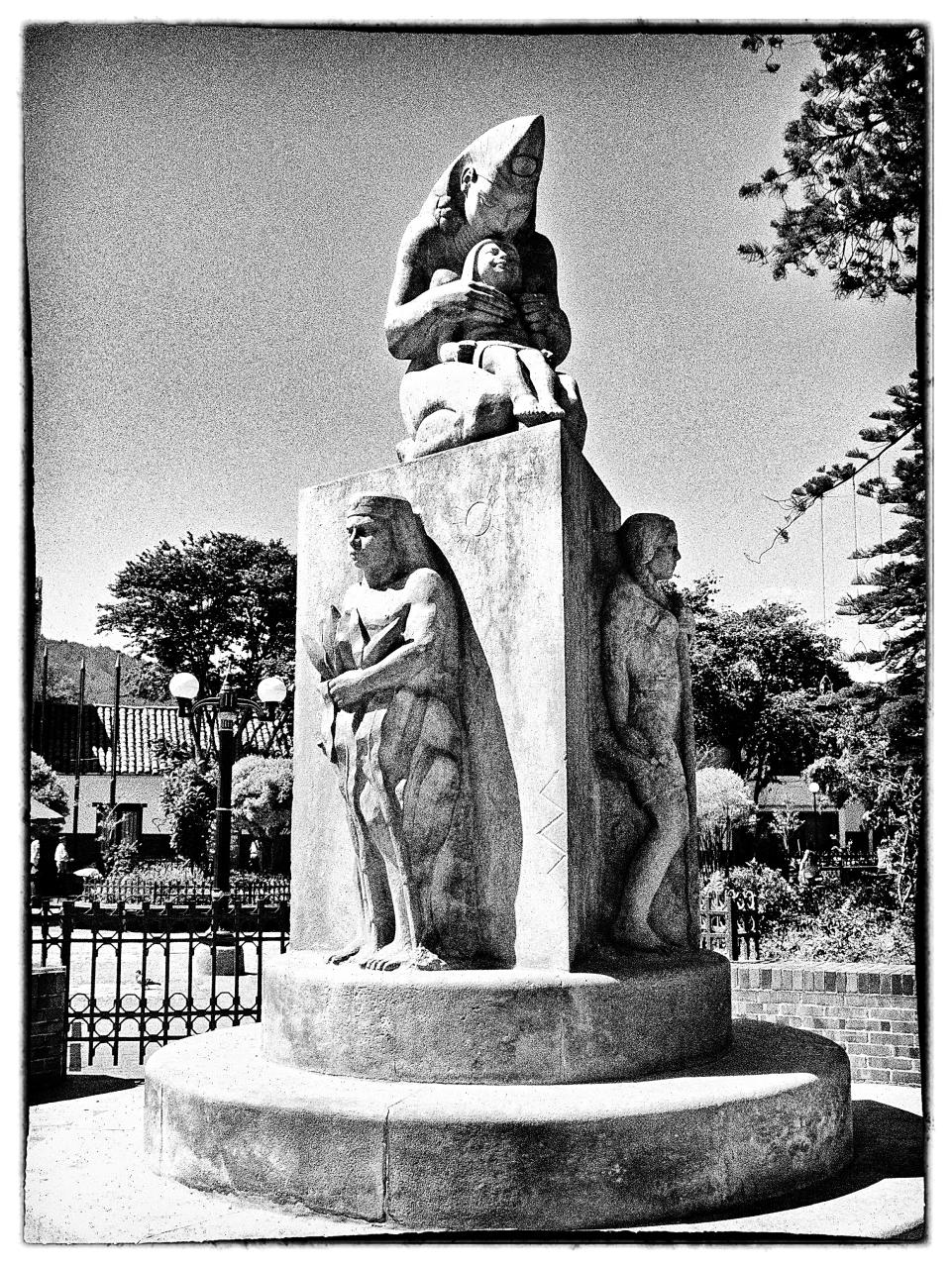
Monumento a la raza Chibcha porAlonso Neira Martínez, en el municipio de Chía, Colombia. La diosa Chía se ubica en la parte superior,

Chía o Chíe es la denominación en la religión y mitología muisca/chibcha de la luna. Venerada como una diosa, era el símbolo de los placeres mundanos, siendo la protectora de la diversión, los bailes y las artes, representándolas con forma de mujer. Era a su vez esposa del sol, Sué (Zhúa o Súa), y compartía funciones con el dios Nencatacoa.  En otra variante de la mitología de la zona, Bachué, madre generatriz del pueblo muisca, fue convertida en la luna para acompañar a Sué. Chía representa el matriarcado y lo defiende del patriarcado. Su culto está relacionado con la fecundidad de la tierra, los placeres mundanos y la fertilidad sexual.
Tanto Sué como Chía estaban enlazados a los grandes señores. El dios del sol estaba vinculado a los Zaques del norte, con su Templo de Sogamoso; mientras que la familia del Zipa que gobernó el territorio que abarca lo que hoy es Bogotá, estaba vinculada a la diosa de la luna, estando su centro ceremonial en o alrededor de la ciudad de Chía, que fue llamada de este modo por la diosa. Según Juan de Castellanos: "los muiscas concebían al sol y la luna como esposos, y padres de la gente".
Sus templos se ubicaban en los municipios colombianos de Chía, y destacó el Cercado Grande de los Santuarios en Tunja (Hunza). Los chyquys, o sacerdotes del calendario sagrado, fueron los encargados de las ceremonias dedicadas a la diosa, que incluyeron ofrendas de oro y utensilios de cerámica.